# Charlie Christina Martin
Charlie Christina Martin (Leicester, 24 de agosto de 1981) é uma piloto profissional de automóveis britânica. Ela já participou de competições como Ginetta GT5 Challenge, British GT Championship, Michelin Le Mans Cup, 24 Horas de Nürburgring, entre outros. Martin é uma mulher transgênero e tem usado sua posição de destaque para aumentar a conscientização sobre os direitos de LGBT e transgêneros.

## Carreira
Martin começou sua carreira em 2006 no Hillclimb Leaders Championship, parte do British Hill Climb Championship competindo com um Peugeot 205 antes de seguir para a corrida no European Hill Climb Championship em 2014, pilotando um Fórmula Renault e um protótipo Norma Auto Concept M20FC.
Ela competiu no Trophee Tourisme Endurance em novembro de 2017 ao lado do piloto francês Nicolas Schatz, conquistando o terceiro lugar em sua corrida de resistência de estreia no Circuito Bugatti. Ainda em 2017, a piloto participou da anual Race of Remembrance (em português: Corrida da Memória), um evento de resistência que arrecada dinheiro para a instituição de caridade Mission Motorsport. Correndo como parte da equipe PT Sportscars, Martin terminou em segundo na Classe B.
Em 2018, Martin juntou-se à equipe Richardson Racing para competir no Desafio Ginetta GT5, a categoria de suporte oficial do British GT Championship. Durante a temporada, ela também completou seu primeiro teste de carros de corrida de resistência LMP3 no Circuito de Chambley com a equipe Racing Experience em um carro Ligier JSP3. Em julho de 2018, Martin foi anunciada como membro do Clube dos Motoristas da Electric Production Car Series.
Em 28 de fevereiro de 2019, ela anunciou que competiria na Michelin Le Mans Cup 2019. Isso marca sua estreia nas corridas de protótipo, juntando-se aos irmãos luxemburgueses Gary e David Hauser na equipe Racing Experience. Martin competiu em um carro Norma M30 LMP3 de 5 litros e 420 bhp. Ela e sua equipe terminaram em 4.º lugar em sua estreia no circuito Paul Ricard. Em 18 de março de 2020, a piloto divulgou que competiria no Campeonato Alemão VLN, que incluiria sua primeira corrida de 24 horas, durante as 24 Horas de Nürburgring de 2020. Ela dirigiu um BMW M240i na série para a equipe Adrenalin Motorsport e se tornou a primeira transgênero a competir nas 24 Horas de Nürburgring — garantindo o quarto lugar em sua classe em sua estreia na corrida. O carro de Martin completou um total de 70 voltas com velocidade média de 73.600 km/h durante a corrida. Em 23 de setembro de 2020, foi anunciado que Martin assinou contrato para correr com a equipe Praga no campeonato Britcar de 2021, competindo com seu protótipo R1R.
Em 15 de abril de 2020, Martin participou da conferência de imprensa online da FIA Fórmula E para anunciar o campeonato de esporte eletrônico “Race at Home Challenge”, que terá pilotos da categoria totalmente elétrica disputando contra jogadores em uma competição para arrecadar dinheiro para a UNICEF. Ela será um piloto convidada permanente para a série “Race at Home Challenge”, que oferecerá ao vencedor a chance de testar um carro de Fórmula E em um futuro evento de corrida do mundo real. O Desafio acontecerá na plataforma rFactor 2. Como tal, Martin é a primeira piloto transgênero a ser afiliada à FIA Fórmula E e se junta a uma série de outras mulheres que competiram na série ou que participaram de eventos de teste.

## Vida pessoal
Charlie Christina Martin é bisneta do engenheiro Percy Martin e co-proprietária da empresa de máquinas e ferramentas que ele fundou em 1921.
Ela é transgênero e tem usado seu status como piloto de corrida proeminente para aumentar a conscientização sobre os direitos LGBT e transgêneros. Martin foi influenciada pela modelo trans Caroline Cossey, dizendo “Ela foi uma verdadeira pioneira para a comunidade trans e eu me lembro disso claramente. Foi um grande momento ‘eureca’ de ‘isso é o que eu preciso fazer.’ Eu tinha apenas sete anos.”
Durante o Desafio Ginetta GT5 de 2018 e a rodada do Campeonato British GT em Silverstone, ela liderou uma campanha para os pilotos correrem com adesivos de arco-íris em seus carros, a fim de marcar o Mês do Orgulho LGBT e mostrar apoio à igualdade e diversidade na indústria. Martin pediu a normalização da representação LGBT no automobilismo como parte de um esforço maior em direção à igualdade de gênero nas corridas. Falando à Motor Sport em junho de 2018 sobre sua candidatura para se tornar a primeira piloto de corrida transgênero a correr nas 24 Horas de Le Mans, ela comentou: “As pessoas dirão que não deve ser grande coisa que um piloto seja transgênero, mas acho importante que as pessoas nessas posições sejam visíveis. Pessoas da comunidade LGBT estão em todos os esportes e em todas as esferas da vida, e eles inspiram e encoraje outros.”
A piloto foi anunciada como a primeira Embaixadora de Esportes de Stonewall como parte da campanha Rainbow Laces da instituição de caridade, juntando-se a embaixadores de celebridades como Alan Carr, Nicole Scherzinger e Paris Lees na representação da instituição de caridade.
Ela também se tornou a primeira piloto de corrida a se juntar ao programa de embaixadores da Athlete Ally (pt: Atleta Aliado), fazendo parceria com a instituição de caridade em maio de 2019 e dizendo: “Espero mostrar que uma carreira no automobilismo é possível independentemente da identidade de gênero. Há um lugar para todos na comunidade esportiva e isso é tanto no pit lane quanto no campo de golfe ou no campo de futebol.”
Em junho de 2019, Charlie foi anunciada como embaixadora da Racing Pride - uma iniciativa desenvolvida em parceria com a Stonewall UK para promover a inclusão LGBT+ na indústria do automobilismo e entre seus parceiros tecnológicos e comerciais.
Martin tem sido uma videoblogger ativa sobre os direitos dos transgêneros em seu canal do YouTube, Girl For All Seasons. Ela colaborou com outros vloggers, como Fox Fisher e Owl and My Genderation para apoiar sua campanha #TransAND, bem como parceria com Childline para sua série Voice Box.
Em 2017, Martin competiu na Série 3 do Ninja Warrior UK, concluindo o percurso com o tempo de 03:03. O programa foi ao ar em 28 de janeiro de 2017, atraindo um público de 3,87 milhões de telespectadores.